# Brylluppet mellem prins Carl Philip og Sofia Hellqvist
Brylluppet mellem prins Carl Philip og Sofia Hellqvist fandt sted den 13. juni 2015. Ceremonien blev udført i det kongelige kapel i Stockholm og blev transmitteret af SVT. Parret blev viet af överhovpredikanten, biskop emeritus Lars-Göran Lönnermark og hovförsamlingens Pastor Michael Bjerkhagen.

## Forud for ceremonien
Parret mødtes i Båstad i 2009, imens Sofia Hellqvist boede i USA. I efteråret flyttede hun til Sverige og i januar 2010, blev forholdet offentligt. I 2011 flyttede de ind i en lejlighed på Sjötullsbacken på Djurgården, efter først at have levet i nogen tid i prins Carl Philips lejlighed på slottet.
De blev forlovet den 27. juni 2014 og pressekonferencen blev åbnet af prins Carl Philip med ordene:
| Citat | Som du kan forestille dig, har jeg haft den store ære, at forlove mig med denne fantastiske unge pige. | Citat |
|       | |       |

Den 17. maj blev der afholdt en lysningsgudstjeneste for parret i Slottskyrkan. Samme dag meddelte retten, at Sofia Hellqvist efter ægteskabet vil blive indregnet i kongehuset og bære titlen Hendes Kongelige Højhed Prinsesse Sofia, hertuginde af Värmland. Parret ønskede at der ville blive givet gaver til en nyetableret fond, Prinsparets stiftelse, som blev stiftet i forbindelse med brylluppet, og hvis formål er at fremme og støtte børn og unge i omsorg-og uddannelsesspørgsmål. Fra den svenske regering har de modtaget en tomandskajak og det var statsministeren Stefan Löfven og Urban Ahlin, der overrakte de respektive padler. Värmland, som er Carl Philips hertugdømme, gav et maleri af kunstneren Karolina Nolin. Fra Sofias hjemkommune Älvdalen modtog de blandt andet en Hagström guitar og Dalarnas guvernør hyldede dem med en bænk på en bakke med udsigt over Älvdalen. 

## Vielsen
Vielsen blev afholdt lørdag den 13. juni 2015 klokken 16:30 i Slottskyrkan. Det var den syvende kongelige vielse som fandt sted i Slottskyrkan.
Prinsens nær ven Jan-Åke Hansson var hans forlover. Prinsens niece prinsesse Estelle, hans kusinebarn Anaïs Sommerlath og Chloé Sommerlath samt Sofias guddatter Tiara Larsson var blomsterpiger.

## Gæster i udvalg
Følgende kongelige var hædersgæsterne.
- Prinsesse Margaretha
- Prinsesse Birgitta
- Prinsesse Désirée og friherre Niclas Silfverschiöld
- Prinsesse Christina, fru Magnuson og Tord Magnuson
- Dronning Margrethe af Danmark
  - Kronprins Frederik og kronprinsesse Mary
  - Prins Joachim og prinsesse Marie
- Dronning Sonja af Norge
  - Kronprins Haakon Magnus og Kronprinsesse Mette-Marit af Norge
  - Prinsesse Märtha Louise af Norge og Ari Behn
- Prins Edward og Sophie, grevinde af Wessex
- Dronning Mathilde af Belgien
- Dronning Máxima af Nederlandene
- Prins Leopold af Bayern og prinsesse Ursula
- Prinsesse Takamado af Japan

## Billedegalleri fra bryllupsdagen
- Gæsterne ankommer til den ydre gård på kongeslottet i Stockholm.
- Kortegen passerer Norrbro.
- Kongen udbringer et leve fra Logården.
- Salut skydes fra Skeppsholmen.
- Prinsesse Leonore og hendes forældre Christopher O'Neill og Prinsesse Madeleine
- Kronprinsesse Victoria af Sverige og Prins Daniel af Sverige